# Нефтеполимерные смолы
Нефтеполиме́рные смо́лы — низкомолекулярные термопластичные полимеры, получаемые полимеризацией жидких продуктов пиролиза нефтепродуктов. Являются составной частью более широкого класса материалов — углеводородных смол.

## Классификация
Все нефтеполимерные смолы классифицируют по типу сырья из которого они получены. Выделяют:
- алифатические смолы С5. Смолы полученные полимеризацией фракции С5, в основном состоящей из пиперилена, циклопентадиена, изомерных пентенов и пентанов.

- ароматические смолы С9. Смолы получаемые из фракции С8 — С10, преимущественно из С9. Основными мономерами здесь являются стирол, α-метилстирол, изомерные винилтолуолы, инден.

- смолы на основе дициклопентадиена (ДЦПД). Их получают из технического ДЦПД, смесей ДЦПД с вышеописанными фракциями или из фракций, содержащих значительное количество ДЦПД.

- комбинированные С5-С9 смолы. Получают из смесей фракций С5 и С9.

- модифицированные смолы. Получают сополимеризацией определённых фракций с некоторыми компонентами (фенолом, малеиновым ангидридом). К этой же группе иногда относят смолы, гидрированные после их получения.

Вышеописанным способом обычно классифицируют все разнообразие смол, выпускаемое в мире. Все нефтеполимерные смолы выпускаемые в России производят из фракции С9 жидких продуктов пиролиза российских нефтехимических предприятий. Именно поэтому их традиционно принято рассматривать как ароматические. С другой стороны, особенностью отечественных фракций С9 является высокое содержание ДЦПД в них (20 — 40 %), тогда как в иностранных аналогах содержание ДЦПД не превышает 1 %. Таким образом, смолы отечественного производство представляется правильнее позиционировать как смолы на основе ДЦПД. В пользу этой точки зрения говорит и способ их получения.

## Получение
Известны три основных способа получения нефтеполимерных смол:
- Каталитическая катионная полимеризация. Этот способ является основным при производстве нефтеполимерных смол во всем мире. Именно этим способом получают все алифатические, ароматические и комбинированные смолы. Исторически первыми катализаторами были протонные сильные кислоты — серная и ортофосфорная. В настоящее время в качестве катализаторов широко используются апротонные кислоты Льюиса — хлорид алюминия, фторид бора и комплексы на их основе. Процесс ведется при температурах 0 — 100 градусов Цельсия. Давление атмосферное или повышенное. Кроме реакционной стадии, технология включает стадию осушки сырья, стадия дезактивации и отделения катализатора и стадию выделения смолы из реакционной смеси. Разрабатывается новое поколение иммобилизованных катализаторов, представляющих собой кислоты Льюиса нанесенные на твердый носитель(силикагель, оксид алюминия, гетерополикислоты, катионообменные смолы). В СССР на нескольких химических предприятиях выпускали смолу этим способом. На данный момент в России не существует производств, основанных на этой технологии.
- Термическая радикальная полимеризация. Способ заключается в выдерживании реакционной массы при температуре 230—280 градусов Цельсия, под давлением до 20 атм в течение 4 — 8 часов. Имеет ограниченное применении и используется только для производства смол на базе ДЦПД. Все российские производители выпускают нефтеполимерные смолы по этой технологии.
- Инициированная радикальная полимеризация. Способ разрабатывался в СССР и продолжает разрабатываться в России. Иностранных источников информации найдено не было. О действующих по этой технологии производствах неизвестно.

## Применение
Нефтеполимерные смолы используются в самых различных отраслях народного хозяйства, а именно:
- клеевая промышленность. Смолы широчайшим образом используются при производстве термоплавких клеев (клей-расплав, HMA), клеев, используемых для производства скотчей, липких лент и прочих самоклеящихся продуктов (PSA) и контактных клеев.
- лакокрасочная промышленность. 60 % растворы смолы в растворителях используются под названием нефтеполимерная олифа. Смолы используются в композициях на основе растительных масел и на основе алкидных смол. Используется как компонент составов, использующихся для дорожной разметки.
- печатные краски. Входит в состав композита.
- резиновая промышленность. Входит в состав различных композитов на основе каучуков и резин. Выполняет роль мягчителя.
- другие области: материалы для настила пола (в том числе ПВХ-плитка), герметики и мастики, добыча и транспортировка нефти и прочее.

## Рекомендуемая литература
1. Думский, Ю. В. Химия и технология нефтеполимерных смол: монография / Ю. В. Думский, Б. И. Но, Г. М. Бутов. — М.: Химия, 1999.- 312 с.
2. Химическая энциклопедия, том 4 / И. Л. Кнунянц — М.: Научное издательство «Большая российская энциклопедия», 1992
3. Kirk-Othmer Encyclopedia Of Chemical Technology, 5th edition / John Wiley & Sons, 2008
4. Бондалетов В. Г., Фитерер Е. П., Бондалетова Л. И., Новиков С. С. Каталитические способы получения нефтеполимерных смол // Известия Томского политехнического университета [Известия ТПУ]. — 2006. — Т. 309, № 3. — С. 106-112.
5. Троян А. А., Бондалетов В. Г., Огородников В. Д. Исследование процесса озонирования циклоалифатических нефтеполимерных смол // Известия Томского политехнического университета [Известия ТПУ]. — 2010. — Т. 317, № 3 : Химия. — С. 163-166.